# Гадіуллін Сергій Федорович
Сергі́й Фе́дорович Гадіу́ллін (Гадіулін) (нар. 6 червня 1986 — 15 листопада 2015) — солдат Збройних сил України, учасник російсько-української війни.

## Життєпис
Народився 1986 роу у місті Бердичів. Закінчив бердичівську ЗОШ № 12.
В часі війни 2014 року пішов добровольцем до Житомирського 10-го БТО «Полісся», де відслужив рік. Повернувся додому, згодом знову вирушив на передову, до побратимів (10-й батальйон увійшов до складу 59-ї ОМБр); солдат, розвідник 59-ї окремої мотопіхотної бригади
15 листопада 2015 року близько 18:15, в районі опорного пункту, розташованого на північ від міста Золоте Попаснянського району Луганської області, під час виконання бойового завдання троє військовослужбовців підірвались на радіокерованому фугасі. Разом з Андрієм загинули сапер Валерій Чмихаленко, командир відділення Андрій Скирта.
21 листопада 2015-го похований у місті Бердичів, в останню дорогу живим коридором проводили тисячі городян.
Без Сергія лишилися батьки, вагітна на той час дружина, син 2012 р.н. Вже після смерті батька народився син.

## Нагороди та вшанування
За особисту мужність, сумлінне та бездоганне служіння Українському народові, зразкове виконання військового обов'язку відзначений — нагороджений
- орденом «За мужність» ІІІ ступеня (22.8.2016, посмертно)[1]
- в травні 2016 року у бердичівській ЗОШ відкрили меморіальну дошку на честь Сергія Гадіулліна.